# Fontenay-le-Comte
Fontenay-le-Comte je francouzská obec v departementu Vendée v regionu Pays de la Loire. V roce 2010 zde žilo 14 339 obyvatel. Je centrem arrondissementu Fontenay-le-Comte.

## Vývoj počtu obyvatel
Počet obyvatel 